# Luke Evans (polityk)
Luke Morgan Evans (ur. 10 stycznia 1983) – brytyjski polityk, członek Partii Konserwatywnej. Poseł do Izby Gmin od 2019.

## Życiorys
W 2007 roku ukończył studia medyczne na University of Birmingham. W 2013 uzyskał specjalizację lekarza rodzinnego.
W 2015 roku bez powodzenia kandydował na posła z okręgu wyborczego Birmingham Egbaston. Podczas kampanii referendalnej opowiedział się za opuszczeniem Unii Europejskiej przez Wielką Brytanię.
W 2019 roku został wybrany posłem do Izby Gmin z okręgu Bosworth. W 2024 z powodzeniem ubiegał się o mandat z nowo utworzonego okręgu Hinckley and Bosworth.
W 2019 roku poślubił Charlottę March, która podobnie jak on jest lekarzem rodzinnym.

## Źródła
- strona parlamentarna
- strona prywatna